# Zapataral
De zapataral (Mustelirallus cerverai synoniem:Cyanolimnas cerverai) is een vogel uit de familie van de rallen, koeten en waterhoentjes (Rallidae). De vogel komt uitsluitend voor op Cuba in het Zapatamoeras.

## Kenmerken
De vogel is gemiddeld 29 cm lang. De vogel vliegt zelden en heeft korte vleugels. Het is een onopvallende vogel met weinig tekening in het verenkleed. Op de buik is wat vage streping zichtbaar. De onderstaartdekveren zijn wit. Deze ral heeft een licht gebogen groengele snavel die blauw met rood is aan de basis.

## Verspreiding en leefgebied
De vogel komt alleen voor in het Zapatamoeras, een UNESCO biosfeerreservaat op Cuba. Deze ral is gebonden aan dit moeras met zijn typische vegetaties van soorten gras en riet die alleen daar voorkomen.

## Status
Volgens een in 2009 gepubliceerde schatting waren er minder dan 250 volwassen individuen. Moerasgebied wordt gedeeltelijk omgezet in weidegebieden, door in het droge seizoen de vegetatie te laten afbranden, daardoor neemt het leefgebied af. Verder heeft de vogel te lijden door de introductie van de Afrikaanse meerval (Clarias gariepinus) die mogelijk de kuikens van deze ral opvreet. Om deze redenen staat de zapataral als ernstig bedreigd op de Rode Lijst van de IUCN.